# 中国驻槟城总领事馆
中华人民共和国驻槟城总领事馆（英語：Consulate-General of the People's Republic of China in Penang），简称中国驻槟城总领事馆，是中华人民共和国派驻马来西亚槟城的最高级别外交机构。领区包括槟城、霹雳、吉打和玻璃市。

## 历史沿革
在19世纪后半叶，清帝国曾经在大英帝国海峽殖民地治下的槟榔屿设立领事馆。1912年，中华民国成立后，维持驻槟榔屿领事馆继续运营至1950年英国承认中华人民共和国为止。
中华人民共和国改革开放以来，中国与马来西亚的关系得到了显著的加强，人员来往更为频繁，为了方便两国公民取得对方国家的签证，中、馬政府也曾讨论在华人较多的马来西亚槟城设立领事机构的可能性。1993年，中华人民共和国与马来西亚达成简化入境对方国家的手续之协议。中华人民共和国政府同意马来西亚政府在广州设立总领事馆，基于对等原则中国政府也将在槟城建立总领事馆。但直到2014年5月29日，中马两国才达成协议，中国在槟城设置总领事馆。2015年12月22日，中国驻槟城总领事馆正式开馆。

## 机构设置
中国驻槟城总领事馆设置下列机构：
- 双边处
- 领事侨务处
- 办公室